# Johannes Vogel (Abenteurer)
Johannes „Joe“ Vogel (geboren 1984 am Bodensee) ist ein deutscher Survivalexperte und Sachbuchautor.

## Leben
Johannes Vogel hat vier Geschwister und ist im Karlsruher Stadtteil Grötzingen aufgewachsen. Bereits in der Kindheit war er schon viel in der Natur und hat sich früh entschieden, als Abenteurer, Outdoor- und Survivalexperte leben zu wollen. Mit 18 ging er nach Australien, um von Malcolm Douglas und den Aborigines zu lernen. Damals begann er mit der Arbeit an seinem ersten Buch Tierische Notnahrung. Nach dem Abitur studierte er zunächst zwei Semester Maschinenbau, begann dann mit 21 oder 22 ein Biologiestudium und schloss dieses mit Diplom am Karlsruher Institut für Technologie in Entwicklungsneurobiologie am Zebrabärbling ab. Die durch das Studium gesammelten Kenntnisse inspirierten ihn, seine eigenen Texte im Stil wissenschaftlicher Texte zu schreiben.
Vogel hat zahlreiche Survival-Expeditionen unternommen, die teils, wie die Durchquerung des Salar de Uyuni, filmisch dokumentiert wurden. Er leitete über 20 Jahre Survivaltrainings und gilt als Experte auf diesem Gebiet. Bei der Serie 7 vs. Wild war er im Vorfeld der dritten Staffel (2023) für das Survivaltraining von Joey Kelly verantwortlich. In der vierten Staffel (2024) war er selbst Teilnehmer.
Vogel ist Autor von Sachbüchern zum Thema Survival. Einige seiner Bücher wurden in Englisch und Französisch übersetzt. Zudem ist er als Journalist tätig. Er schreibt unter anderem für das im Wieland Verlag erscheinende Survival Magazin.
Johannes Vogel lebt in Griechenland.

## Schriften (Auswahl)
- Tierische Notnahrung: Überleben in der Natur. Pietsch, Stuttgart 2010, ISBN 978-3-613-50627-5 (Neuauflagen 2015: ISBN 978-3-613-50815-6 & 2024: ISBN 978-3-613-50973-3).
- Outdoor Survival mit dem Messer. Pietsch, Stuttgart 2011, ISBN 978-3-613-50655-8 (Neuauflage 2015: ISBN 978-3-613-50816-3).
- Pflanzliche Notnahrung: Survivalwissen für Extremsituationen. Pietsch, Stuttgart 2012, ISBN 978-3-613-50677-0.
- Outdoor- und Survivalmedizin: Selbstbehandlung in Extremsituationen. Pietsch, Stuttgart 2013, ISBN 978-3-613-50727-2.
- Trinkwasserversorgung in Extremsituationen: Survivalwissen für Notfälle und auf Reisen. Pietsch, Stuttgart 2014, ISBN 978-3-613-50784-5 (Neuauflage 2017: ISBN 978-3-613-50852-1).
- Survival-Guide für echte Kerle: das ultimative Outdoor-Handbuch. Pietsch, Stuttgart 2014, ISBN 978-3-613-50791-3 (Neuauflage 2020: ISBN 978-3-613-50905-4).
- Wildpflanzen bestimmen: essbar oder giftig? Pietsch, Stuttgart 2016, ISBN 978-3-613-50806-4.
- mit Patricia Braun: Outdoor-Abenteuer mit Survival-Joe: tolle Sachen draußen machen. Pietsch, Stuttgart 2016, ISBN 978-3-613-50830-9.
- Einfach draußen kochen mit dem Hobo: das Bushcraft Essentials-Kochbuch. Pietsch, Stuttgart 2017, ISBN 978-3-613-50851-4.
- Der Expeditionsguide: Individualreisen planen und durchführen. Pietsch, Stuttgart 2018, ISBN 978-3-613-50860-6.
- Joe Vogel's Survival Lexikon: Überlebenstechniken von A bis Z. Pietsch, Stuttgart 2019, ISBN 978-3-613-50875-0.
- mit Oliver Lang und Armin Tima: Feuer, Kochen, Nahrung selber herstellen: Step-by-Step-Anleitungen für draußen. Wieland Verlag, Bad Aibling 2019, ISBN 978-3-938711-95-8.
- mit Björn Eickhoff und Oliver Lang: Survival Magazin Workshop. Band 1. Wieland Verlag, Bad Aibling 2019, ISBN 978-3-938711-95-8.
- mit Oliver Lang: Äxte: das Handbuch: Auswahl, Handhabung, Pflege. Pietsch, Stuttgart 2020, ISBN 978-3-613-50886-6.
- mit Björn Eickhoff und Oliver Lang: Fallen, Werkzeuge und Hilfsmittel bauen, die wichtigsten Knoten und vieles mehr. Wieland Verlag, Bad Aibling 2021, ISBN 978-3-948264-04-8.
- mit Björn Eickhoff und Oliver Lang: Survival Magazin Workshop. Band 2. Wieland Verlag, Bad Aibling 2021, ISBN 978-3-948264-04-8.
- mit Oliver Lang und Wolfgang Peter-Michel: Blackout Workshop. Wieland Verlag, Bad Aibling 2022, ISBN 978-3-948264-06-2.

## Filmografie (Auswahl)
- 2012: Überleben in der Natur! – Mit Survival-Experte Joe Vogel (Tigerenten Club, Folge 829)
- 2013: Explorers: Adventures of the Century – Durch die weiße Leere (Red Bull TV, Season 2, Folge 3)
- 2015: 30 Minuten Deutschland: Walking the sky – Expedition durch die Todeswüste (RTL, Folge 259)
- 2015: Survive mit Joe Vogel (Dokuserie auf DMAX)
- 2019: Ruf der Wildnis (10-teilige Serie auf Spiegel TV Wissen)
- 2024: 7 vs. Wild (Staffel 4)